# بلاگویو کامن
بلاگویو کامن (به صربی: Blagojev Kamen) یک منطقهٔ مسکونی در صربستان است که در کوچوو واقع شده‌است. بلاگویو کامن ۳۸ نفر جمعیت دارد.